# Aukštojas
Aukštojas is het hoogste punt (293,84 m) van Litouwen, op 24 kilometer ten zuidoosten van de hoofdstad Vilnius. De naam komt van Aukštojis, een van de goden uit de mythologie van Litouwen, en betekent schepper van de wereld.
De hoogte werd in 2004 met GPS bepaald, terwijl het officiële hoogste punt daarvoor bij Juozapinė op 292,7 meter stond, op 500 meter afstand van Aukštojas.